# Gran ejército de verano
El gran ejército de verano fue una segunda embestida de los vikingos daneses que tuvo lugar en el verano de 871 siguiendo al gran ejército pagano en la conquista de Inglaterra, esta vez encabezados por el caudillo Bagsecg, sumando sus fuerzas a las ya existentes de Halfdan Ragnarsson que combatía a los pictos en el norte, y Guthrum, acompañado de dos lugartenientes llamados Oskytel y Anwend por el sur. En 876 se sumaron más fuerzas que sirvieron para ganar la batalla de Wareham. Alfredo el Grande devolvió el golpe y finalmente consiguió la victoria sobre el ejército nórdico en la Batalla de Ethandun en 878, forzando el Tratado de Wedmore; no obstante, se considera una victoria pírrica, pues no sirvió para evitar que los escandinavos se asentasen y lograran crear el Danelaw, enclave vikingo que durante décadas (hasta 954) dominaría el noreste de las islas británicas.